# Continuum (game client)
Continuum is de voornaamste game client voor het computerspel SubSpace. Spelers verwisselen vaak de naam Continuum en SubSpace.
Continuum is ontwikkeld door de SubSpace-spelers 'Priitk' (Priit Kasesalu, die ook meegewerkt heeft aan Kazaa en Skype) en 'Mr Ekted'. Het zou het grootste mmo 2d spel op het internet zijn. Het spel bestaat uit verschillende hosts, waaruit zones (servers) zijn voortgekomen. Trench Wars is de meest gespeelde server van SubSpace. Trench Wars hoort ook bij de grootste host, SSCU.

## Gameplay
Er zijn acht verschillende schepen te bespelen in Continuum, namelijk: Warbird, Javelin, Spider, Leviathan, Terrier, Weasel, Lancaster en de Shark. Elk schip heeft andere instellingen, het ene schip vliegt snel het andere langzaam. Het doel van het spel verschilt per zone, in sommige zones is het de bedoeling zo veel mogelijk spelers te vermoorden, bij een jackpot winnen.

## Zones
Zones zijn eigenlijk een andere naam voor servers. Iedereen heeft de mogelijkheid zijn eigen zone te maken. Dit kan door middel van het programma SubGame of ASSS (A Small SubSpace Server). De populairste zones zijn: Trench Wars, Extreme Games, Death Star Battle en Chaos.
Elke zone heeft zijn eigen stijl, bijvoorbeeld Middeleeuws, Oorlog of Ruimte.

## Bots
Veel zones hebben 'bots' voor extra functies, deze bots zijn externe clients die automatisch bestuurd worden. Vaak hebben deze toegang tot alle functies die de eigenaren hebben, omdat ze automatisch bestuurd kunnen ze echter veel meer dan de eigenaar. Bots worden vaak gebruikt voor extra gameplay, bijvoorbeeld Capture The Flag(CTF). De meest publiekelijk gebruikte bots zijn MERVbots, geprogrammeerd door een speler genaamd catid. Deze bot is geprogrammeerd in de taal C++. Er zijn nog meer verschillende bots, zoals:
- TWCore (Java)
- Hybrid (Java)
- Powerbot (C) - niet publiekelijk

Bij de ASSS-servers worden de extra functies ingebouwd via modules (C), in tegenstelling tot bots worden modules direct in de server geladen.